# TOSCA Testsuite
TOSCA TestSuite —  середовище автоматичного тестування додатків для HTML, Java, .NET, створене австрійською компанією з виробництва програмного забезпечення Tricentis, написане на мовах VB6, Java і C#. Програма орієнтована на тестерів без знань програмування. Містить готові конфігурації для тестування бізнес-додатків SAP і Siebel CRM.
Для зберігання інфраструктури та підтримки спільної роботи використовує Microsoft SQL Server, Oracle Database або DB2.